# Прогрессовское сельское поселение (Ростовская область)
Прогрессовское сельское поселение — муниципальное образование в Волгодонском районе Ростовской области.
Административный центр поселения — посёлок Прогресс.

## Административное устройство
В состав Прогрессовского сельского поселения входят:
- посёлок Прогресс;
- посёлок Виноградный;
- посёлок Головное.[источник не указан 1143 дня]

## Население
| 2010  | 2012  | 2013  | 2014  | 2015  | 2016  | 2017  |
| ----- | ----- | ----- | ----- | ----- | ----- | ----- |
| 2447  | ↘2443 | ↘2427 | ↘2412 | ↗2422 | ↘2409 | ↘2370 |
| 2018  | 2019  | 2020  | 2021  |       |       |       |
| ↘2341 | ↘2312 | ↘2286 | ↘2231 |       |       |       |